# اسوتان دیمیتروف
اسوتان دیمیتروف (بلغاری: Цветан Димитров؛ زادهٔ ۱۰ فوریهٔ ۱۹۸۷) بازیکن فوتبال اهل بلغارستان است.
از باشگاه‌هایی که در آن بازی کرده‌است می‌توان به باشگاه فوتبال لفسکی صوفیه اشاره کرد.